# Блок керування коробкою передач
Блок керування трансмісією (TCU), також відомий як модуль керування трансмісією (TCM) або блок керування коробкою передач (GCU), є спеціалізованим типом автомобільного ЕБУ, що використовується для управління електронними автоматичними коробками передач. Подібні системи використовуються в поєднанні з різними напівавтоматичними трансмісіями виключно для автоматизації процесів зчеплення та перемикання передач. Трансмісійний керуючий блок (TCU) в сучасних автоматичних коробках передач зазвичай отримує дані від датчиків транспортного засобу і інформацію від блока керування двигуном (ECU). Це дозволяє обчислювати оптимальні моменти зчеплення та перемикання передач для досягнення оптимальної продуктивності, економії палива та покращеної якості перемикання в транспортному засобі.

## Історія
З кінця 1980-х років, автоматичні коробки передач почали еволюціонувати з гідромеханічного управління до електронного. Цей процес розробки був ітеративним, і сучасні проекти електронного керування автоматичною коробкою передач пройшли кілька етапів розвитку. Ключовим компонентом в цих блоках керування є соленоїди трансмісії.
Розвиток інтегрованого електронного керування в сучасних автоматичних коробках передач дозволив досягти значних прогресій. Сучасні автоматичні трансмісії в змозі забезпечити покращену економію пального, зниження викидів газів, підвищену надійність системи перемикання передач, поліпшене відчуття перемикання, більшу швидкість переключення передач та покращену керованість автомобіля. Застосування розширених можливостей програмування в блоках керування трансмісією (TCU) дозволяє виробникам використовувати сучасні автоматичні трансмісії з різними характеристиками для відповідності конкретним вимогам.
У деяких застосуваннях блоки керування трансмісією (TCU) та блоки керування двигуном (ECU) об'єднуються в єдиний блок, відомий як модуль керування трансмісією (PCM).

## Вхідні параметри
Типовий сучасний блок управління трансмісією (TCU) використовує сигнали від датчиків двигуна, датчиків автоматичної коробки передач та інших електронних контролерів для визначення оптимального часу та способу перемикання передач. Більш сучасні конструкції часто спільно використовують вхідні дані або отримують інформацію з блоку управління двигуном (ECU), тоді як старіші моделі можуть мати власні спеціальні входи та датчики на компонентах двигуна.
Сучасні блоки управління трансмісією настільки складні за своєю конструкцією і проводять розрахунки на основі великої кількості параметрів, що існує безліч можливих сценаріїв при перемиканні передач. Це дозволяє досягти оптимальної продуктивності, ефективності пального та забезпечити комфортне водіння в різних умовах. Такі системи можуть реагувати на різноманітні ситуації на дорозі, забезпечуючи максимальну продуктивність і витрату пального відповідно до стилів водіння та умов руху.

### Датчик швидкості автомобіля (VSS)
Цей датчик висилає сигнал із змінною частотою до Блоку управління трансмісією (TCU), щоб визначити поточну швидкість транспортного засобу. TCU використовує цю інформацію для визначення моменту перемикання передач на основі різних робочих параметрів. Також TCU використовує співвідношення між TSS (датчик швидкості трансмісії) і WSS (датчик швидкості коліс), яке використовується для визначення моменту перемикання передач. Якщо TSS або WSS виходить з ладу або працює несправно, співвідношення буде неправильним, що, у свою чергу, може спричинити проблеми, такі як помилкові вимірювання спідометра та ковзання трансмісії. Для перевірки цих деталей перевірте опір, щоб переконатися, що він відповідає виробничим характеристикам.

### Датчик швидкості коліс (WSS)
Сучасні автоматичні трансмісії включають в себе вхід від датчика швидкості коліс, який використовується для точного визначення швидкості автомобіля. Ця інформація служить для розрізнення, чи рухається транспорт вниз чи вгору, а також для адаптації процесу перемикання передач відповідно до швидкості руху. Крім того, системи можуть визначати, чи необхідно вимикати гідротрансформатор під час зупинки для оптимізації витрат пального та зменшення навантаження на підвіску. Ці інтегровані функції спрямовані на максимальну ефективність та комфорт при різних умовах експлуатації автомобіля.

### Датчик положення дросельної заслінки (TPS)
Датчик TPS та датчик швидкості автомобіля є ключовими входами для більшості TCU. У старших моделях трансмісій вони використовуються для визначення навантаження на двигун, а при використанні технології Drive-by-Wire це часто спільний вхід між ECU та TCU. Ці вхідні дані використовуються для визначення оптимального часу та параметрів перемикання передач в залежності від навантаження на двигун. Швидкість зміни використовується для визначення, чи потрібно виконати перемикання на нижчу передачу, наприклад, для обгону. Значення TPS також постійно моніторяться під час поїздки, і програми перемикання автоматично адаптуються (економічний, спортивний режим і т.д.). TCU може також використовувати цю інформацію з датчиком швидкості автомобіля, щоб визначити прискорення транспортного засобу та порівняти його з номінальним значенням; у випадку значних змін (наприклад, підйом гори або буксирування причепа), схема перемикання передач автоматично коригується.

### Датчик обертів турбіни (TSS)
Відомий як датчик вхідної швидкості (ISS). Цей датчик надсилає сигнал змінної частоти до TCU для визначення поточної швидкості обертання вхідного вала або гідротрансформатора . TCU використовує швидкість вхідного вала для визначення ковзання на гідротрансформаторі та, можливо, для визначення швидкості ковзання на стрічках і муфтах . Ця інформація життєво важлива для плавного та ефективного регулювання роботи муфти блокування гідротрансформатора.

### Датчик температури трансмісійної рідини (TFT)
Це також можна назвати температурою трансмісійного масла. Цей датчик визначає температуру рідини всередині трансмісії. Зазвичай його використовують для діагностичних цілей, перевіряючи правильну температуру рідини для автоматичних коробок передач ATF. Початково цей вхід використовувався як надійна функція для автоматичного перемикання на нижчу передачу, якщо ATF стає надто гарячою. У більш сучасних трансмісіях цей сенсор дозволяє TCU регулювати тиск у магістралі та тиск соленоїда в залежності від зміни в'язкості рідини на основі температури, щоб поліпшити комфорт перемикання і визначати регулювання муфти блокування гідротрансформатора.

### Перемикач кікдауну
Один із найпоширеніших вхідних даних для TCU - це перемикач Kick Down, який використовується для визначення того, чи була педаль акселератора натиснута після повного газу. Традиційно це було потрібно для старих трансмісій з простою логікою, щоб забезпечити максимальне прискорення. Після активації, трансмісія перемикається на найнижчу допустиму передачу залежно від поточної швидкості руху, щоб використовувати всі резерви потужності двигуна. Це все ще залишається в більшості трансмісій, хоча не часто використовується, оскільки TCU тепер використовує датчик положення дросельної заслінки, швидкість зміни та характеристики водія для визначення необхідності перемикання на нижчу передачу, тим самим усуваючи традиційну потребу в цьому перемикачі.

### Перемикач стоп-сигналу
Цей вхід використовується для визначення, чи активувати соленоїд блокування перемикання передач, щоб запобігти вибору водієм режиму руху, коли нога не на педалі гальма. У більш сучасних TCU, цей вхідний сигнал також використовується для визначення, чи необхідно переключати передачу на більш низьку, щоб посилити ефект гальмування двигуном, якщо трансмісія виявляє, що транспортний засіб рухається під ухилом.

### Система контролю тяги (TCS)
Багато TCU тепер отримують дані від системи контролю тяги автомобіля. Якщо TCS виявляє невигідні умови на дорозі, сигнал автоматично направляється до TCU. TCU може змінювати програми перемикання передач, вчиняючи ранні перемикання на вищу передачу, відключаючи муфту блокування гідротрансформатора, а також повністю знімаючи першу передачу і розпочинаючи з другої.

### Перемикачі
Ці прості електричні вимикачі виявляють наявність або відсутність тиску рідини в певній гідравлічній лінії. Вони використовуються в діагностичних цілях і в деяких випадках для контролю застосування або відключення елементів гідравлічного керування.

### Модуль круїз-контролю
Якщо автомобіль обладнано круїз-контролем, TCU також може мати з'єднання із системою круїз-контролю. Це може змінити поведінку перемикання, враховуючи, що водій не натискає на педаль газу, щоб уникнути несподіваного перемикання передач під час ввімкнення круїз-контролю. Також використовується для передачі інформації системі круїз-контролю про положення важеля селектора, щоб круїз-контроль можна було вимкнути, якщо важіль виходить за межі діапазону руху.

### Вхідні дані від інших контролерів
Різноманітна інформація подається до TCU через мережу зв'язку контролера або подібні протоколи (наприклад, шину CCD компанії Chrysler, першу локальну мережу автомобіля на основі EIA-485). У застарілих моделях транспортних засобів і в післяринкових TCU, доступних для перегонів і ентузіастів, TCU отримує лише сигнали, необхідні для управління трансмісією (швидкість двигуна, швидкість автомобіля, положення дросельної заслінки або розрідження в колекторі, положення важеля перемикання передач).

## Вихідні параметри
Типовий сучасний TCU надсилає сигнали на соленоїди перемикання передач, соленоїди керування тиском, соленоїди блокування гідротрансформатора та інші електронні контролери.

### Блокування перемикання передач
Багато автоматичних коробок передач блокують важіль селектора за допомогою соленоїда блокування перемикання передач, щоб зупинити вибір діапазону руху, якщо педаль гальма не натиснута. 

### Соленоїди перемикання передач
Електронні автоматичні трансмісії нового покоління обладнані електричними соленоїдами, які активуються для здійснення перемикання передач. У простих системах електронного керування, наприклад, AOD-E, AXOD-E та E4OD від Ford, соленоїди відповідають за зміну точок перемикання передач у вже існуючому корпусі клапана. У вищеорозглянутих конструкціях, таких як Chrysler Ultradrive та його модифікації, соленоїди використовуються для безпосереднього управління зчепленнями за допомогою спрощеного корпусу клапана.

### Соленоїди контролю тиску
Сучасні електронні автоматичні коробки передач все ще принципово гідравлічні. Це вимагає точного контролю тиску. У старіших конструкціях автоматичної трансмісії використовується лише один соленоїд регулювання тиску в магістралі, який змінює тиск у всій коробці передач. У нових конструкціях автоматичної коробки передач часто використовується багато соленоїдів керування тиском, і іноді дозволяють самим соленоїдам перемикання передач забезпечувати точне керування тиском під час перемикання передач, вмикаючи та вимикаючи соленоїд. Тиск перемикання передач впливає на якість перемикання передач (надто високий тиск призведе до грубого перемикання передач; занадто низький тиск спричинить перегрів зчеплення) і швидкість перемикання передач.

### Соленоїд зчеплення гідротрансформатора (TCC)
Більшість сучасних електронних автоматичних коробок передач використовують соленоїд TCC для електронного управління гідротрансформатором. Після повного блокування гідротрансформатора він перестає збільшувати крутний момент і обертається з тією самою швидкістю, що і двигун. Це значно підвищує ефективність використання пального. Сучасні конструкції забезпечують часткове блокування на нижчих передачах для ще більшої економії пального, але це може призвести до збільшення зносу компонентів зчеплення.

### Вихід на ECU
Багато TCU надають вихідний сигнал ECU, щоб затримати час запалювання або зменшити кількість палива на кілька мілісекунд, щоб зменшити навантаження на трансмісію під час сильного натискання газу. Це дозволяє автоматичним коробкам передач плавно перемикати навіть на двигунах із великим крутним моментом, що інакше призвело б до більш жорсткого перемикання та можливого пошкодження коробки передач.

### Виходи на інші контролери
TCU несе відповідальність за надання інформації щодо стану трансмісії, такої як показники стану зчеплення та тиску перемикання передач. Крім того, він може генерувати коди несправностей та активувати індикатор несправності на приладовій панелі у випадку виявлення серйозних проблем. Також часто присутній вихід для модуля круїз-контролю, щоб автоматично вимикати круїз-контроль, якщо вибрано нейтральну передачу, так само, як у механічних коробках передач.

## Інші програми

### Напівавтоматична трансмісія
Блок керування трансмісією (TCU) у старих автомобілях із механічною коробкою передач без зчеплення (без педалі зчеплення) зазвичай складається з електричного перемикача, підключеного до перемикання передач, який активується щоразу, коли внутрішній блок керування трансмісією відчуває, що водій торкається важеля передач для перемикання передач, який потім запускає датчик або соленоїд для приведення в дію сервоприводу зчеплення та, у свою чергу, вимикає привід зчеплення, щоб водій міг перемикати передачі. Внутрішній привід зчеплення в напівавтоматичній коробці передач може працювати від гідравлічного, пневматичного або електричного приводу.   Пізніші приклади безмуфтових механічних коробок передач, що використовуються в дорожніх автомобілях, включають трансмісію Saab Sensonic, що використовувалася в 900 NG, і автоматичну механічну трансмісію Ferrari Valeo, використовувану в Mondial T. Обидві системи використовували керований комп’ютером ECU або мікропроцесор, під’єднаний до датчика, вбудованого в перемикач передач, який виявляв, коли водій збирається перемикати передачу (тобто, торкаючись важеля передач), і автоматично вмикав зчеплення, дозволяючи водієві перемикати передачу. Система Sensonic від Saab була електрогідравлічною, використовуючи електродвигун або соленоїд, підключений до гідравлічного приводу зчеплення, тоді як система Valeo від Ferrari була електромеханічною, використовуючи електродвигун або соленоїд, підключений до механічної системи зчеплення.   
Подібні системи TCU або GCU використовуються в гоночних автомобілях з пелюстковими трансмісіями . Ці електронні системи зазвичай працюють у поєднанні з блоком керування двигуном (подібно до дорожніх автомобілів) і відповідають за керування електронним керуванням дросельною заслінкою, зчепленням і перемиканням передач (через електричний, гідравлічний або пневматичний привід ), час перемикання передач і швидкість, датчики, перемикачі, соленоїди та інші гідравлічні, пневматичні та електронні підсистеми, які керують і утворюють блок керування трансмісією в гоночному автомобілі. 